# Campanula constantini
Campanula constantini là loài thực vật có hoa trong họ Hoa chuông. Loài này được Beauverd & Topali mô tả khoa học đầu tiên năm 1937.